# Milloss Aurél
Milloss Aurél, (eredeti neve: Miholy Milloss Aurél, németesen: Aurel von Milloss, olaszosan: Aurelio M. Milloss; Újozora, ma: Uzdin, Vajdaság, 1906. május 12. – Róma, 1988. szeptember 21.) magyar táncművész, koreográfus, balettigazgató.

## Életrajz

### Fiatalkori évei
Már középiskolai évei alatt zongora- és zeneelméleti stúdiumokat folytatott, és érettségi vizsgái előtt befejezte zenekonzervatóriumi tanulmányait. A Gyagilev együttes hatására fordult érdeklődése a tánc felé: 1912–13 telén Budapesten látta a Szergej Pavlovics Gyagilev-féle Orosz Balett Rózsa lelke című előadását. Vaclav Fomics Nyizsinszkij és Anna Karszavina táncművészete óriási hatást gyakorolt rá. Tánctanulmányait Nicola Guerra, a budapesti Magyar Királyi Operaház balettigazgatójának magániskolájában kezdte el, Cesare Smeraldi balettóráit is látogatta. A fővárosi egyetemen filozófiát és színháztörténetet hallgatott. A trianoni békeszerződést követően – elveszítvén magyar állampolgárságát – Belgrádban Elena Poljakova iskolájában tanult klasszikus balettet, majd Bukarestben a Királyi Operaház balettmestere Anton Romanovszkíj vezetése alatt folytatta tanulmányait. Az 1920-as évek elején Párizsban Olga Preobrazsenszka, és Kseszinszkaja iskoláiban tanult klasszikus balettet. Itt látta a Svéd Balett és az Orosz Balett előadásait is, ami mély benyomást gyakorolt rá. 1924-ben a Jugoszláviában turnézó Lábán Rudolf előadásait tekintette meg, ami szintén meghatározó élmény volt számára.

### Berlin (1926–1929)
1926-ban Berlinbe utazott, ahol Hertha Feist által vezetett Lábán-iskolában folytatott gyakorlati és elméleti tanulmányokat. Első főszerepét Feist: Don Juan című koreográfiájában táncolta 1926-ban. A Berlini Egyetem színház és filozófiai fakultásán Oscar Bie, Curt Sachs, és Fritz Böhme hallgatója volt. A berlini tanulmányok idején (1926–1929) klasszikus tudását Anna Pavlova és Victor Gsovsky óráin tovább mélyítette és korának több táncosával (Vincente Escudero, Laure del Santelmo, La Argentina, Mary Wigman, Max Terpis, Harald Kreutzberg, Yvonne Georgi) volt alkalma találkozni. Több alkalommal (1927 és 1928 nyara) Olaszországba utazott, ahol Enrico Cecchetti, a milánói Scala balettigazgatójának kurzusán vett részt. 1927-ben az I. Nemzetközi Tánckongresszuson Magdeburgban Lábán Rudolf három művét (Titán, Éjszaka, Lovagbalett) tekintette meg.
Milloss 1928 tavaszán szerezte meg a diplomáját a Lábán Intézetben. Első szólóestjére 1928. március 23-án került sor, amelyen Liszt Ferenc: Tizenharmadik magyar rapszódia és Bartók Béla Allegro Barbaro (Bartók) című művére készült koreográfiáit adta elő. A táncest óriási sikert aratott: 1928-ban Max Terpis Millosst táncosként szerződtette a berlini Opera társulatához, ahol a repertoár szinte valamennyi főszerepét eltáncolta. Milloss az 1928.június 21-26. között tartott esseni II. Nemzetközi Tánckongresszuson szintén bemutatta az Allegro Barbaro (Bartók) című koreográfiáját. Ezekben az években több szólóestet tartott Berlinben és külföldön. 1929–30-ban szólóestjével  Jugoszláviában és Romániában lépett fel.

### Vándorévek (1930–1935)
Számos német, valamint lengyel városban megfordult: Dessau és Hagen Városi Színháznak szólistája és másodkoreográfusa volt. 1930–31-ben Duisburg és Hamburg Városi Színházának szólistájaként és balettmestereként tevékenykedett. Vezette  Günther Hess Kamaratáncszínházát is. 1931–32-ben Wrocław (Boroszló), valamint Bréma városi színházának szólistája volt. Boroszlóban készítette el – Erwin Schulhoff ötletére és dzsessz-jellegű zenéjére komponált – első önálló balettjét: A H.M.S.Royal Oak (Királyi tölgy) című darabot, amely 1932. február 28-án került bemutatásra. A lázadó matrózokról szóló táncmű olyan nagy sikert aratott, hogy Millosst két évre (1932–34) az Augsburgi Operaház táncművészeti vezetőjének szerződtették.
Ebben a korszakában mintegy 23 balettet vitt színre. Teljesen új alkotások voltak: a Német táncok (Deutsche Tänze, zene: Franz Schubert, Augsburg, 1933), Silvana (zene: Carl Maria von Weber, Augsburg, 1934), Halál és megdicsőülés (Tod und Verklärung, zene: Richard Strauss). Népszerű balettek új verzióit is elkészítette: Babatündér (Die Puppenfee), Coppélia, Kis semmiségek (Wolfgang Amadeus Mozart: Les Petit Riens), Prométheusz teremtményei (zene:Ludwig van Beethoven, koreográfia: Mihail Mihajlovics Fokin, Augsburg, 1933), Don Juan (Christoph Willibald Gluck, Augsburg, 1933), Pulcinella, Tűzmadár, A háromszögletű kalap (Leonide Massine), Karnevál (Mihail Mihajlovics Fokin), József legendája (zene: Richard Strauss, Augsburg, 1933). Max Terpis Don Morte című művét is feldolgozta.
1933-ban készítette el Budapesten a Magyar Királyi Operaház számára Petruska verzióját. (Milloss egyik berlini szólóestjét látva Radnai Miklós, az Operaház igazgatója Petruska alakítását látva hívta meg a mű magyarországi színrevitelére.) Az 1933. december 22-i bemutatón Milloss táncolta Petruska címszerepét. Milloss arra törekedett, hogy megőrizze Mihail Mihajlovics Fokin koreográfiájának szellemét, ugyanakkor meg is újította a darabot (a tömegjeleneteket tánccá fogalmazta, az elnagyolt karaktereket pl. Sarlatán egyénivé tette).
Az 1934-es évadra Milloss a Düsseldorfi Operaház igazgató balettmesterre és koreográfusa lett. Itt nyolc új balettet mutatott be, amelyek közül a legjelentősebb A Tékozló Fiú (zene: Szergej Szergejevics Prokofjev, Düsseldorf, 1934), Rosario La Tirana (szövegkönyv: Lábán Rudolf, zene Juan Manén) és a Szemfényvesztők (Gaukelei) volt. Ez utóbbi koreográfia az eredeti Lábán-mű újraértelmezése volt. Milloss nemcsak mestere eredeti szövegkönyvét változtatta meg, hanem az expresszionista stílusjegyektől is megtisztította és új zenét (Winfried Zillig) rendelt hozzá. Milloss művének szimbolikája a náci önkényuralmi rendszerre is vonatkoztatható volt, ezért a megtorló intézkedések elől még az év decemberében elhagyva Németországot, Budapestre távozott.

### Budapest (1935–1938)
Budapesten Milloss a Magyar Királyi Operaház balettegyüttesének Kodály Zoltán műveire (Galántai-, és Marosszéki táncok) Kuruc mese címmel készített kompozíciót, valamint újból színpadra vitte a Robert Schumann Karnevál című művére készült, azonos címet viselő, koreográfiáját. (1942-ben Álomjáték címmel újították fel ezt a művét.) Ekkor került sor a Prométheusz teremtményei budapesti bemutatójára is. Később azonban az igazgatóváltás (Radnai halála) és személyi ellentétek miatt megszakadt azt együttműködés a koreográfus és az Operaház között. Így Milloss önálló, Magyar Balett Stúdiót alapított Budapesten,amelyben a Nemzeti Színház fiatal vezető művészei (Major Tamás, Várkonyi Zoltán (színművész), Ungváry László, Pártos Géza, Somogyi Erzsi, Pásztor János is gyakoroltak. Végül Németh Antal (rendező), a Nemzeti Színház főrendezője Millosst játékmesternek, színházi koreográfusnak hívta meg a társulatához. Így Milloss 1936-ban A roninok kincse, a Gyémántpatak kisasszony, a Csodatükör, az Úrhatnám polgár és a Szentivánéji álom színpadi mozgásait, illetve táncbetéteit, 1937-ben pedig Az ember tragédiája, valamint az És Pippa táncol, és A velencei kalmár koreográfiáját készítette el. Ez utóbbi a Bázárdos Arthúr vezette Művész Színház produkciója volt és nem csak Milloss stúdiójának a növendékei szerepeltek benne hanem Jan Trojanowski (Trojanoff, Trojanov) lengyel balettmester és a Szentpál Iskola táncosai is. A Milloss Stúdió Szegeden az 1937. évi Szabadtéri játékon fellépett A babatündér Milloss-féle koreográfiájával valamint a táncosok (Milloss szólójával) Antos Kálmán zenéjére a Fekete Mária című misztériumjátékban szerepeltek. Milloss 1936–38-ban számos alkalommal lépett fel országszerte partnereivel (Lya Karina, Krucsai Erzsébet) szólóesteken. Milloss 1937 januárjában Albert Roussel meghívására Nápolyba vendégszerepelt, ahol a San Carlo Operában debütált koreográfus-és táncosként Albert Roussel Aeneas és Giulio Cesare Sonzogno Skandináv legenda című alkotásainak színrevitelével. 1938-ban a Paulini Béla szervezte Magyar csupajáték című stagione produkció koreográfiáit készítette el, amelynek több főszerepét maga táncolta. A produkcióban operaházi balettművészek (Bordy Bella, Csányi László, Orbán Gábor mellett növendékei és színész táncosai egyaránt szerepeltek. (Jelentős feladatokat kapott pl. Szabó Iván (szobrász) és Haász László képzőművészek – a későbbi hivatásos néptáncegyüttes vezetők – is.) Milloss budapesti tartózkodása idején ismerkedett meg A csodálatos mandarin című művel. Milloss Budapesten itt szerette volna bemutatni a darabot – maga Bartók is többször ellátogatott a próbákra – azonban végül a budapesti bemutató pénzügyi nehézségek miatt meghiúsult. 1938-ban a 34. Eucharisztikus világkongresszus alkalmából került bemutatása Paulini Béla Magyar Csupajáték produkciója. A műsor táncképeit Milloss koreografálta. Ezek között szerepelt a magyar népmesei hagyományokból táplálkozó Csodafurulya (Paulini Béla szcenírozásában, Veress Sándor zenéjével) és a Haláltánc (zene: Antos Kálmán). 1939-ben a Magyar Csupajáték produkciót a BBC két egymást követő vasárnap élő adásban sugározta Hungarian Play of Plays címen.

### Róma (1938–1945)
Milloss a római Királyi Operaházban vezető táncosi és koreográfusi posztra kapott szerződést. Az 1938–39-es évadban (számos operai táncbetét mellett) A háromszögletű kalap és a Coppélia saját verzióit is elkészítette. Ez utóbbiban Coppélius szerepét ő maga táncolta. Ezen kívül még a következő zeneművekre készített koreográfiát: La Boutique Fantasque (Gioachino Rossini muzsikájára), Antik táncok és áriák (Ottorino Respighi zenéjére), A korsó (Jean Börlin koreográfiájának felújítása, zene: Alfredo Casella). Milloss az 1939–40-es évadban a Jókedvű asszonyok című balett saját verzióját készítette el, majd Nyikolaj Andrejevics Rimszkij-Korszakov Aranykakas operájára koreografált egy balettet. A következő évadban (1940–1941) Igor Stravinsky A katona története című zenéjére komponált táncokat (Renato Guttuso díszleteivel.) A La Camera de Disegni balletjének szövegkönyvét maga Milloss alkotta meg: a műben egy kislány színes rajzai kelnek életre. (A díszleteket Orfeo Tamburi festőművész tervezte.) 1940-ben vitte színpadra Salvatore Vigano Prométheusz teremtményei című művének átiratát. 1941-ben a Tavaszi áldozat (zene: Igor Stravinsky, Róma, 1941) saját verzióját alkotta meg, majd a saját Apollon Musagete változatát készítette el. (Anton Giulio Bragaglia futurista festő díszleteivel.) 1942-ben külföldi turnéra ment a társulattal (Bécs, Berlin). A repertoáron – több új darab mellett (Például Salome szólója Richard Strauss Salome (opera) című muzsikájára) – a nácik által betiltott zeneszerzők művek (Stravinsky: Petruska, Alekszandr Porfirjevics Borogyin: Polovec táncok) is szerepeltek, ezért ezeknek az előadását a nácik először nem engedélyezték. Erre válaszul Milloss lemondta a turnét. Benito Mussolini magához rendelte a koreográfust, ahol Milloss éles bírálattal illette a náci Németországot. A németországi turnén végül engedélyezték a Milloss által összeállított programot. 1942-ben Milloss megalkotta a La Tarantola (Róma, 1942) című balettjét Giuseppe Piccioli zenéjére és Enrico Prampolini futurista festő díszleteivel. 1942-ben a milánói Scalában két modern balettjét mutatták be. Október 12-én került sor A csodálatos mandarin táncdráma bemutatójára Ferencsik János vezényletével. A mű főszerepét maga Milloss táncolta és óriási sikert aratott (díszlet: Enrico Prampolini). Ugyanekkor egy másik Milloss művet is műsorra tűztek: Leonide Massine Amphión koreográfiájának Milloss általi variációját (Zene: Arthur Honegger) Ezt követően Rómában a Halottak kórusa című expresszionista stílusú balettje került bemutatásra (zene: Goffredo Petrassi, díszlet: Mario Mafai, Róma, 1942). Az 1943-as évadban tovább folytatta a koreografálást. A Bécsi vigasság (zene: Johann Strauss, id.) témájául a Habsburg-kori Bécset választotta. A Werner Egk művéből (Joan von Zarissa, Róma, 1943) készült középkori hangulatú művének címszerepét maga táncolta el. Az Publius Ovidius Naso verseit idéző kompozíciója, Az álomrózsa (zene:Alfredo Casella: Paganiniana és egyéb művek, díszlet: Filippo De Pisis) szintén ennek az időszaknak a terméke volt. 1943. április 30-án mutatták be Rómában a Scarlattiana (zene:Alfredo Casella, díszlet: Gino Severini) és a Capricci alla Stravinsky (díszlet: Toti Scialoja, Róma, 1943) című művét. Ez utóbbi ironikus szövegkönyvét Milloss maga írta és a porondmester szerepét is ő táncolta. 1944-ben került bemutatásra a táncőrületet felidéző Bolero, majd a Don Juan. 1944 szeptemberében a szövetséges csapatok felszabadítják Rómát, Milloss novemberben már ismét új művekkel jelentkezett: Örök sziget (zene: Johann Sebastian Bach, Róma, 1945), Hallucinációk (zene: Fernando Previtali, díszlet: Mario Mafai), Kis semmiségek (zene: Wolfgang Amadeus Mozart, díszlet: Dario Cecchi). Alexandre Dumas (író, 1824–1895) híres regényéből A kaméliás hölgyből szintén balettet készített (zene: Roman Vlad, díszlet: Leonor Fini, Róma, 1945).

### Milánó (1946–1948)
1946-ban Milloss a milánói Scala balettigazgatói posztjára kapott felkérést. Hatalmas lendülettel látott munkához. 1946 júliusában és augusztusában a Coppélia és A háromszögletű kalap saját verzióit mutatta be. Ez év őszén Cesare Zavattini forgatókönyvéből készült film főszerepét játszotta el és a koreográfiát is ő készítette. (San Marinó-i ismeretlen, 1948. rendező: Michal Waszinsky) Az egyik legfontosabb bemutató azonban az Őrjöngő Lóránt (zene: Goffredo Petrassi) premierje volt 1947. április 12-én. Hét hónappal később Párizsban egy másik fontos Milloss-mű debütált a színpadon: a Don Quijote képmása (zene: Goffredo Petrassi, díszlet: Boris Kochno). Az 1948-as esztendőben Milloss számára sok utazással telt. Az év elején Rómában volt mint vendégkoreográfus, ahol Balanchine Kártyajáték című művének Milloss-féle változata került bemutatásra. Márciusban Argentínában járt, ahol megszületett az indiánok napfordulós rítusait taglaló  Solsticio  (zene: Alberto Ginastera) című alkotása. Szeptemberben Velencében került sor két fontos előadásra: ekkor került bemutatásra az Orfeusz (zene: Igor Stravinsky Velence, 1948) és a Marsyas (zene: Luigi Dallapiccola, díszlet: Fabrizio Clerici. Velence, 1948) című alkotása.

### 1949–1954
Milloss az 1949. évet egy magyar folklór témájú művel nyitotta: Térszili Katica (zene: Veress Sándor, díszlet: Pekáry István. Stockholm, 1949) Majd az ötvenes években egy sor Bartók-műre készített koreográfiát: Fából faragott királyfi (zene: Bartók, díszlet: Toti Scialoja, Velence, 1950), Az idő küszöbén (zene: Bartók: Concerto. Róma, 1951), Misztériumok (zene: Bartók: Zene húros hangszerekre, ütőkre és cselesztára. Párizs, 1951). A Ballada zene nélkül (díszlet: Toti Scialoja, Velence, 1950). Milloss ) című alkotását hétköznapokból kölcsönzött hangokra, zajokra koreografálta meg. Szintén híres műve a Bohóc (zene: Szergej Szergejevics Prokofjev, Firenze, 1950) Milloss 1953-1955 között Brazíliában tartózkodott, ahol saját együttest alapított (Ballet do IV. Centenario de São Paulo). Ebben a korszakában 16 balettet alkotott: Brazil fantázia, Cangaceira, Uirapuru, illetve a zenei kíséret nélküli mű, A viszonzatlan szerelem.

### Firenze, Palermo, Róma (1955–1959)
1955–1959 között Olaszországban (Firenze, Palermo, Róma) működött. Milloss 1955-től kezdődően rendszeresen részt vett az évente Firenzében megrendezésre kerülő májusi zenei fesztiválon (Maggio Musicale Fiorentino). Antik feliratok (Firenze, 1956), Mirandolina (Firenze, 1957) A róka (zene: Igor Stravinsky, Firenze, 1958), A démon (zene: Paul Hindemith, Firenze, 1958), A hét főbűn (zene: Antonio Veretti, Firenze, 1959). Rómában számos bemutatóra került sor: Chacconne (Róma, 1956), Hungarica (zene: Bartók: díszlet: Toti Scialoja. Róma, 1956), Pinocchio kalandjai (zene: Gino Marinuzzi, Róma, 1956), Bacchus és Ariadné (zene: Albert Roussel, díszlet: Corrado Cagli), Estro Arguto (zene: Szergej Szergejevics Prokofjev: III. zongoraverseny. Róma, 1957) Milloss egy másik olaszországi zenei eseménynek is rendszeres vendége volt. A Perugiában rendezett egyházzenei fesztiválon (Sagra Musicale) került bemutatásra a középkori misztériumjátékból írott darabja az Ádám és Éva (Perugia, 1957), valamint a Mózes (zene: Darius Milhaud, Perugia, 1957). 1957-1959 között Milloss a palermói Teatro Massimo intézményébe kapott megbízást. Itt összesen hét balett bemutatására került sor, melyek közül az alábbiak voltak a legfontosabbak: Hat tánc Démétérhez (zene: ifj. Angelo Musco, díszlet: Renato Guttuso), Hellenikón (zene: Giuseppe Mulé, díszlet: Renato Guttuso), Allegrie Brasiliané (zene: Darius Milhaud: Mozifantázia dél-amerikai dallamokra.), Kis rózsaszín balett (zene: Goffredo Petrassi). 1959-ben Milloss villámlátogatást tett Rómában, ahol két új premierje volt: Ma este a szép Otero (zene: Nyikolaj Andrejevics Rimszkij-Korszakov, Róma, 1959), Emlékek az ismeretlenből (zene: Bartók, Róma, 1959)

### A kölni évek (1960–1963)
1960 januárjában bemutatták az első Milloss-baletteket Kölnben, amelyek között az alábbi művek szerepeltek: Velencei koncert (zene: Antonio Vivaldi 1960), Árapály (zene: Igor Stravinsky), A szorongás szonátája (1954). Az est zajos sikert aratott: Milloss hároméves balettigazgatói szerződést kapott. Azonban ez nem akadályozta meg abban, hogy Rómában is balettbemutatót tartson. 1960 áprilisában az olasz fővárosban három új balett színrevitelét szervezte meg: Szent és profán tánc (Claude Debussy: Két tánc – szent és profán, díszlet: Corrado Cagli), Az öröm próbája (zene: Francis Poulenc), Ötkarikás táncok (zene: Nino Medin.) 1960 novemberében került sor egy második programra a kölni operában. A Don Quijote képmásán kívül a Tizenhárom szék (zene: Igor Stravinsky, Köln, 1960. A mű eredeti címe: A fehér ördögök.), Változások (zene: Arnold Schönberg, díszlet: Winfred Gaul), Az ember és a vágya (zene: Darius Milhaud, díszlet: Joseph Fassbender). Az 1961-es évadban került sor A csodálatos mandarin bemutatójára, amely hatalmas sikert aratott: 24 előadást ért meg. Az 1962-es évadot a Visszatérés (zene: Roman Vlad, díszlet: Teo Otto) című balettje nyitotta meg. Közben a Maggio Musicale fesztiválra elkészítette a Balett Antigonénak (Firenze, 1962) című művét. Milloss Kölntől az egyik legsikeresebb koncertáns (cselekmény nélküli) balettjével az Estro Barbarico (zene: Bartók: II. zongoraverseny, Köln, 1963) című művével búcsúzott. Az utolsó kölni alkotása a Monodia volt. A kölni évek során Milloss nemcsak koreografálással foglalkozott. Több előadást tartott a Nemzetközi Nyári Táncakadémián és a Színházi Tánc Intézet kurzusain is.

### A bécsi évek (1963–1966)
Herbert von Karajan meghívására szerződött le a bécsi operában. Az első Milloss-műsor egy tisztelgés volt az osztrák főváros előtt: Salvatore Viganò híres művének (Prométheusz teremtményei) című mű saját verzióját tűzte műsorra. Egy Massine-koreográfia (Saláta, zene: Darius Milhaud) saját változatát is bemutatta. 1965 nyarán került sor a következő Milloss-estre Bécsben: A sivatag (zene: Edgard Varése, díszlet: Gunther Schneider-Siemssen. Bécs, 1965) és a vidám Fürge lábak (Igor Stravinsky: D-dúr hegedűverseny, Bécs, 1965. Az 1966-os év legfontosabb bemutatója A menyegző Milloss-féle változatának debütálása volt (zene: Igor Stravinsky, Bécs, 1966)

### Római évadok (1967–1966)
Az első római évad Millos új koncertáns balettjével a Variazioni Corelliane című (zene: Arcangelo Corelli) alkotással indult. Az 1967-68-as évadban a Vidám csapongás (zene: Giorgio Federico Ghedini) és a Játékok (zene: Claude Debussy, díszlet: Corrado Cagli) Milloss-féle változata került a színpadra. Az 1968-as spoletoi fesztiválra (Festival dei Due Mondi) Millos megalkotta egyik leghíresebb balettjét, amely az Estri címet viselte (zene: Goffredo Petrassi, díszlet: Corrado Cagli). Az 1968–69-es évadban két új balettet alkotott: Öregkori bolondság (zene: Adriano Banchieri, díszlet: Piero Sadun), Tautologos (zene: Luc Ferrari, díszlet: Marcello Mascherini). Az 1970. évi Maggio Musicale legemlékezetesebb produkciója Milloss Perszephoné című alkotása volt (zene: Igor Stravinsky, díszlet: Corrado Cagli). 1970 őszén Bécsben vendég koreográfusként mutatott be egy új művet: Couperin (zene: Richard Strauss: Couperin szvit, díszlet: Hubert Aratym). Milloss 1971-ben többször is megfordult Firenzében, három új balettet alkotott: Ritkán (zene, díszlet: Sylvano Bussotti), Le Chant du Rossignol (zene: Igor Stravinsky),Indián fantázia (zene: Ferrucio Busoni, díszlet: Corrado Cagli)

### A második bécsi korszak (1971–1973)
Jól lehet Milloss már 1971 őszén elkezdte a munkát Bécsben saját műveinek bemutatójára csak 1972 márciusában került sor. Négy Milloss-művet vittek színpadra: Emlékek az ismeretlenből, Átváltozások, Estri, An die Zeiten. A műsor Corrado Cagli díszlettervező megünneplése is volt egyben, hiszen mind a négy balett díszletét ő tervezte. Milloss az 1972-es évben is részt vett a Maggio Musicale fesztiválon, melyre két művet alkotott(Daedalus, zene: Guido Turchi, Firenze, 1972, Pantha rhei/ Örök áramlás. zene: Anton Webern. Firenze, 1972). 1972 júliusában Milloss a bécsi társulattal az USA-ban turnézott. Az 1972–73-as évadban két úja balettet alkotott: Tanze im Mirabellgarten (zene: Mozart: Divertimento), Per Asperat (zene: Ligeti György). 1973-ban is szervezett bemutatót a firenzei Maggio Musicale fesztiválra, ahol a visage (zene: Luciano Berio) című művet mutatta be. Milloss utolsó bemutatott műve 1974. március 15-én került színpadra Bécsben Gyengéd találkozások (zene: Friederich Cerha, díszlet: Pantelis Dessyllas) címmel.

### Az utolsó balettek (1973–1988)
A következő éveket Milloss különböző olasz városokban (Milánó, Bologna, Velence (Olaszország), Ferrara) töltötte, ahol műveit állította a színpadra. Az utolsó művét 1977 májusában mutatták be Szisziphosz lázadása címen (zene: Goffredo Petrassi). Az 1980-as években Milloss egyre jobban visszavonult a nyilvános szerepléstől. Ebben az időszakban mindössze két művének bemutatójában vett részt: Estri (1986), A csodálatos mandarin (1987). 1988. szeptember 21-én római otthonában érte a halál. Halála után 1990. március 16-án Budapesten Hommage a Milloss Aurél címmel emlékműsort szerveztek a tiszteletére, amelyen az Estri és A csodálatos mandarin került bemutatásra.

### Művei
Milloss saját maga a következő kategóriákba sorolta a műveit:
1. balettek saját szövegkönyvvel (pl. Német táncok)
2. balettek idegen szövegkönyvvel (pl. Mózes)
3. már létező balettek új változatai, saját szövegkönyvvel (pl. Prométheusz teremtményei)
4. már létező balettek új változatai, idegen szövegkönyvvel (pl. A tékozló fiú)
5. divertissement, cselekmény nélküli szórakoztató balett, vagy táncsorozat; összefüggés nélküli, az előadók technikai és művészi képességeinek kidomborítására készült színpadi táncdarab
6. más színházi műfajok adaptált koreográfiái
7. operák rendezései

- Királyi tölgy (H.M.S. Oak, zene: Erwin Schulhoff, Wrocław, 1932)
- Német táncok (Deutsche Tänze, zene: Franz Schubert, Augsburg, 1933)
- Prométheusz teremtményei (zene: Ludwig van Beethoven,Augsburg, 1933)
- József legendája (zene: Richard Strauss, Augsburg, 1933)
- A tűzmadár (zene: Igor Stravinsky, díszlet: Wilhelm Huller, Augsburg, 1933)
- Petruska (zene: Igor Stravinsky, díszlet: Oláh Gusztáv, Budapest, 1933)
- Pulcinella (zene: Igor Stravinsky, díszlet: Annie Strauss, Augsburg, 1933)
- Silvana (zene: Carl Maria von Weber, Augsburg, 1934)
- Halál és megdicsőülés (Tod und Verklärung, zene: Richard Strauss)
- A Tékozló Fiú (zene: Szergej Szergejevics Prokofjev, Düsseldorf, 1934)
- Rosario La Tirana (szövegkönyv: Lábán Rudolf, zene Juan Manén)
- Szemfényvesztők (Gaukelei, szövegkönyv: Lábán Rudolf, zene: Winfried Zillig)
- Kuruc mese (zene: Kodály Zoltán: Galántai-,és Marosszéki táncok, 1935)
- Karnevál (eredeti koreográfia: Mihail Mihajlovics Fokin, zene: Robert Schumann, 1935)
- Aeneas (zene: Albert Roussel, Nápoly, 1937)
- Csodafurulya (zene: Veress Sándor, Budapest, 1938)
- Haláltánc (zene: Antos Kálmán, Budapest, 1938)
- Hócsalád (zene: Ránki György, Budapest, 1938)
- La Boutique Fantasque (zene: Gioachino Rossini)
- Antik táncok és áriák (Antiche Danze ed Arie, zene: Ottorino Respighi. Milánó, 1937)
- A korsó (La Giara, eredeti koreográfia: Jean Börlin, zene: Alfredo Casella. Róma, 1939)
- Jókedvű asszonyok (Les Femmes de Bonne Humeur)
- Aranykakas (eredeti koreográfia: Mihail Mihajlovics Fokin, zene: Nyikolaj Andrejevics Rimszkij-Korszakov)
- A katona története (zene: Igor Stravinsky, díszlet: Renato Guttuso)
- A La Camera de Disegni (díszlet: Orfeo Tamburi)
- Prométheusz teremtményei (eredeti koreográfia: Salvatore Vigano, 1940)
- Tavaszi áldozat (zene: Igor Stravinsky, díszlet: Nicola Benois, Róma, 1941)
- Apollon Musagete (zene: Igor Stravinsky, díszlet: Anton Giulio Bragaglia)
- La Tarantola (zene: Giuseppe Piccioli, díszlet: Enrico Prampolini, Róma, 1942)
- A csodálatos mandarin (zene: Bartók Béla, díszlet: Enrico Prampolini, Milánó, 1942)
- Amphión (eredeti koreográfia: Leonide Massine, zene: Arthur Honegger)
- Halottak kórusa (Coro di morti, Czene: Goffredo Petrassi, diszlet: Mario Mafai, Róma, 1942)
- Mavra (operarendezés balett formájában, zene: Igor Stravinsky, díszlet: Giorgo Abkhasi, Róma, 1942)
- Bécsi vigasság (Vienna si Diverte, zene: Johann Strauss, id.)
- Joan von Zarissa (zene: Werner Egk, Róma, 1943)
- Az álomrózsa (zene:Alfredo Casellia: Paganiniana és egyéb művek, díszlet: Filippo De Pisis)
- Scarlattiana (zene:Alfredo Casella, díszlet: Gino Severini, Róma, 1943)
- Capricci alla Stravinsky (zene: Igor Stravinsky, díszlet: Toti Scialoja, Róma, 1943)
- Bolero (1944)
- Örök sziget (Isola eterna, zene: Johann Sebastian Bach, Róma, 1945)
- Hallucinációk (Allucinazioni, zene: Fernando Previtali, díszlet: Mario Mafai)
- Kis semmiségek (Les petits riens, zene: Wolfgang Amadeus Mozart, díszlet: Dario Cecchi)
- A kaméliás hölgy (La dama delle camelie, zene: Roman Vlad, díszlet: Leonor Fini, Róma, 1945)
- Coppélia (1946)
- A háromszögletű kalap (1946)
- Őrjöngő Lóránt (La follia di Orlando, zene: Goffredo Petrassi, díszlet: Felice Casorati, Milánó, 1947)
- Don Quijote képmása (zene: Goffredo Petrassi, díszlet: Boris Kochno, Párizs, 1947)
- Kártyajáték (eredeti koreográfia: Georges Balanchine, zene: Igor Stravinsky, díszlet: Renato Guttuso, Róma, 1948)
- Solsticio  (zene: Alberto Ginastera)
- Orfeusz (zene: Igor Stravinsky, díszlet: Fabrizio Clerici, Velence, 1948)
- Marsyas (Marsia, zene: Luigi Dallapiccola, díszlet: Fabrizio Clerici. Velence, 1948)
- Térszili Katica (zene: Veress Sándor, díszlet: Pekáry István. Stockholm, 1949)
- Fából faragott királyfi (Il principe di legno, zene: Bartók, díszlet: Toti Scialoja, Velence, 1950),
- Az idő küszöbén (La soglia del tempo, zene: Bartók: Concerto. Róma, 1951)
- Misztériumok (zene: Bartók: Zene húros hangszerekre, ütőkre és cselesztára. Párizs, 1951)
- Ballada zene nélkül (díszlet: Toti Scialoja, Velence, 1950). Milloss )
- Bohóc (Le Chout, zene: Szergej Szergejevics Prokofjev, Firenze, 1950)
- Brazil fantázia (Fantasia Brasileira), A viszonzatlan szerelem (Lenda do Amor Impossi) Cangaceira, Uirapuru (Brazília, 1953-1955)
- A szorongás szonátája (Sonata de Angustia, zene: Bartók Béla: Szonáta két zongorára és ütőhangszerre, Rio de Janeiro, 1954)
- Antik feliratok (Antiche Iscrizioni, Firenze, 1956)
- Pinocchio kalandjai (zene: Gino Marinuzzi, Róma, 1956)
- Chacconne (Ciaccona, zene: Johann Sebastian Bach, Róma, 1956)
- Hungarica (zene: Bartók, díszlet: Toti Scialoja. Róma, 1956)
- Saltimbanchi (zene: Igor Stravinsky, díszlet: Pekáry István, Róma, 1956)
- Mirandolina (Firenze, 1957)
- Bacchus és Ariadné (zene: Albert Roussel, díszlet: Corrado Cagli, Róma, 1957)
- Estro Arguto (zene: Szergej Szergejevics Prokofjev: III. zongoraverseny. Róma, 1957)
- Ádám és Éva (Perugia, 1957)
- Mózes (Mosé, zene: Darius Milhaud, Perugia, 1957)
- Hat tánc Démétérhez (zene: ifj. Angelo Musco, díszlet: Renato Guttuso, Palermo, 1957-59)
- Hellenikón (zene: Giuseppe Mulé, díszlet: Renato Guttuso, Palermo, 1957-59)
- Allegrie Brasiliané (zene: Darius Milhaud: Mozifantázia dél-amerikai dallamokra. Palermo, 1957-59)
- Kis rózsaszín balett (zene: Goffredo Petrassi, Palermo, 1957-59)
- A róka (La Volpe, zene: Igor Stravinsky, díszlet: Emanuela Luzzati, Firenze, 1958)
- A démon (eredeti koreográfia: Kurt Jooss, zene: Paul Hindemith, Firenze, 1958)
- Oidipus rex (zene: Igor Stravinsky, díszlet: Attilio Colonnello, Palermo, 1958)
- A hét főbűn (I Sette Peccati, zene: Antonio Veretti, Firenze, 1959)
- Ma este a szép Otero (Stasera la Bella Otero, zene: Nyikolaj Andrejevics Rimszkij-Korszakov: Spanyol capriccio, Róma, 1959)
- Emlékek az ismeretlenből (Memorie dall' Ignoto, zene: Bartók Béla: Zene húros hangszerekre, ütőkre és cselesztára, Róma, 1959)
- Velencei koncert (Venezianische Konzert, zene: Antonio Vivaldi, díszlet: Otto Herbert, Köln, 1960)
- Árapály (Gezeiten, zene: Igor Stravinsky, díszlet: Hubert Berke, Köln, 1960)
- Szent és profán tánc (Danza Sacra e Profana, zene: Claude Debussy: Két tánc-szent és profán, díszlet: Corrado Cagli, Köln, 1960)
- Az öröm próbája (Il Cimento dell' Allegria, zene: Francis Poulenc, Köln, 1960)
- Ötkarikás táncok (Danze per i Cinque Cerchi, zene: Nino Medin, díszlet: Milloss, Köln, 1960)
- Tizenhárom szék (13 Stühle, zene: Igor Stravinsky, díszlet:Liselotte Erler, Köln, 1960. A mű eredeti címe: Les Diables Blancs, A fehér ördögök. Köln, 1960)
- Változások (Wandlungen, zene: Arnold Schönberg, díszlet: Winfred Gaul, Köln,1960)
- Az ember és a vágya (L' Homme et Son Désir, zene: Darius Milhaud, díszlet: Joseph Fassbender, koreográfus: Jean Börlin, Köln, 1960)
- Keringő (La Valse,zene: Maurice Ravel, díszlet: Teo Otto, Schouwburg, 1961)
- Visszatérés (Die Wiederkehr, zene: Roman Vlad, díszlet: Teo Otto, Köln, 1962)
- Balett Antigonénak (Ballo per Antigona, zene: Tommaso Traetta, Firenze, 1962)
- Az utazás (Die Reise, Köln,1962)
- Estro Barbarico (zene: Bartók: II. zongoraverseny, Köln, 1963.)
- Monodia (Köln, 1963)
- Saláta (Saláta, zene: Darius Milhaud, díszlet: Fabrizio Clerici, koreográfia: Léonide Massine, Bécs, 1963)
- Arnold Schönberg: Várakozás (rendező: Milloss, Firenze, 1964)
- Luigi Dallapiccola: Éjszakai repülés (rendező: Milloss, Firenze, 1964)
- A sivatag (Die Einöde, zene: Edgard Varése: Sivatagok, díszlet: Gunther Schneider-Siemssen. Bécs, 1965)
- Fürge lábak (Les Jambes Savantes, Igor Stravinsky: D-dúr hegedűverseny, díszlet: Günther Schneider-SiemssenBécs, 1965)
- A menyegző (Les Noces, zene: Igor Stravinsky, díszlet: Milloss Aurél, Bécs, 1966)
- Variazioni Corelliane (zene: Arcangelo Corelli, Róma, 1967)
- Vidám csapongás (Divagando con Brio, zene: Giorgio Federico Ghedini, Róma, 1967)
- Játékok (Jeaux, zene: Claude Debussy, díszlet: Corrado Cagli, koreográfia: Nizsinszkij)
- Estri (zene: Goffredo Petrassi, díszlet: Corrado Cagli, Spoleto, 1968)
- Öregkori bolondság (La Pazzia Senile, zene: Adriano Banchieri, díszlet: Piero Sadun, Róma, 1968)
- Tautologos (zene: Luc Ferrari, díszlet: Marcello Mascherini)
- Perszephoné (zene: Igor Stravinsky, díszlet: Corrado Cagli, Firenze, 1970)
- Couperin (zene: Richard Strauss: Couperin szvit, díszlet: Hubert Aratym, Bécs, 1970)
- Ritkán (Raramente, zene, díszlet: Sylvano Bussotti, Firenze, 1970)
- Le Chant du Rossignol (zene: Igor Stravinsky, Firenze, 1970)
- Indián fantázia (Fantasia Indiana, zene: Ferrucio Busoni, díszlet: Corrado Cagli, Firenze, 1970)
- A csalogány dala (zene: Igor Stravinsky, díszlet: Dario Cecchi, Firenze, 1971)
- Daedalus (zene: Guido Turchi, Firenze, 1972)
- Örök áramlás (Pantha rhei, zene: Anton Webern. Firenze, 1972)
- Tanze im Mirabellgarten (zene: Mozart: Divertimento, USA 1972)
- Per Asperat (zene: Ligeti György, USA, 1972)
- Visage (zene: Luciano Berio, Firenze, 1973)
- Gyengéd találkozások (zene: Friederich Cerha, díszlet: Pantelis Dessyllas, Bécs, 1974)
- Szisziphosz lázadása  (La Rivolta di Sisifo, zene: Goffredo Petrassi, 1977)